# Grêmio Esportivo Juventus
Grêmio Esportivo Juventus, beter bekend als kortweg Juventus is een Braziliaanse voetbalclub uit Jaraguá do Sul in de staat Santa Catarina.

## Geschiedenis
De club werd opgericht in 1966 als Grêmio Esportivo Juventus. De clubkleuren waren aanvankelijk zwart-wit-rood, maar in 1976 werden de bordeaux-witte kleuren over genomen van de gelijknamige club uit São Paulo. Van 1976 tot 1980 speelde de club in de hoogste klasse van het staatskampioenschap. In 1991 kon de club er terugkeren. In 1995 nam de club deel aan de Série C. Het volgende seizoen werd de naam gewijzigd in Jaraguá AC om zo de stadsnaam meer bekendheid te geven. Ook dat jaar speelde de club in de Série C. Een jaar later degradeerde de club uit het staatskampioenschap. De club kwam in de financiële problemen en nam een tijdje de amateurstatus aan. In 2004 werd de club terug een profclub onder de oude naam Juventus. In 2006 maakte de club zijn rentree in de hoogste klasse van het staatskampioenschap en bereikte de halve finale van de titel, waar ze verloren van Joinville. In 2008 degradeerde de club weer en keerde terug voor het seizoen 2010 en daarna 2013-2014.